# كيت بريدغز
كيت بريدغز (بالإنجليزية: Kate Bridges)‏ (1959، أونتاريو في كندا)؛ روائية كندية.